# Hallsnäs
Hallsnäs är en herrgård i Ramkvilla socken i Vetlanda kommun.
Hallsnäs var sedan gammalt färjehemman och ansvarade för färjetrafiken över sjön Örken mellan Ramkvilla och Hallsnäs. Från indelningsverkets tid var hemmanet befriat från soldatunderhåll mot att det skötte färjetrafiken. 1715 uppförde ägarna en pålbro över sundet för att slippa färjningen. Den förstördes i början av 1800-talet av isen, och 1827 uppfördes i stället en flottbro kallad Sundbron på bekostnad av Västra härad. Den ersattes på 1920-talet av en betongbro.
1897-1898 grävdes en kanal genom parken i Hallsnäs för att tillåta ångbåtstrafik mellan Klockesjön och den övriga delen av Örken. Kanalen var i bruk fram till 1930.
Den nuvarande huvudbyggnaden uppfördes 1769-1770 av överste Hans Ehrenstråle, vars far David Ehrenstråle köpt Hallsnäs 1760.